# Pueblo español según la Constitución

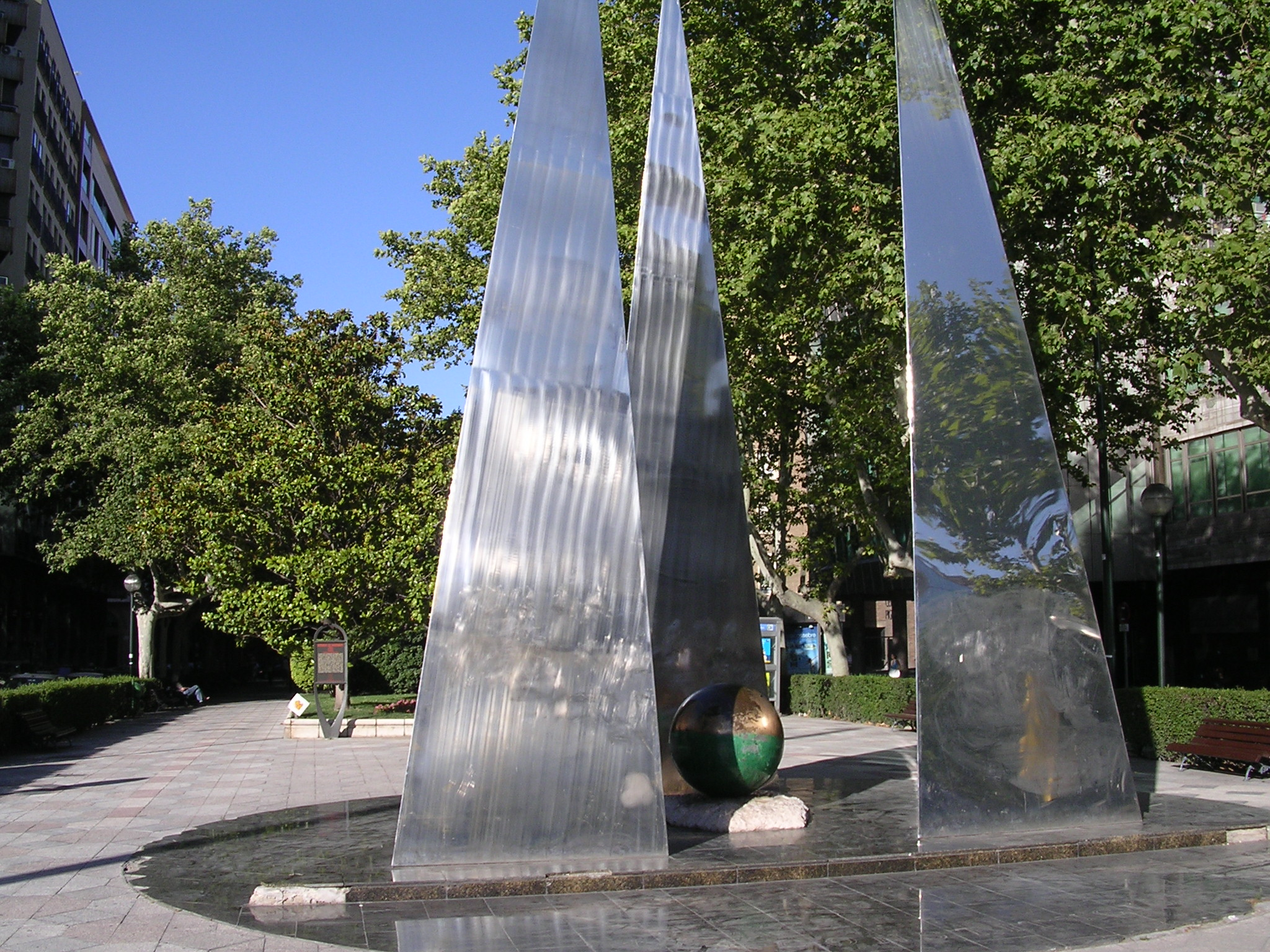
Monumento a la Constitución situado en Zaragoza. Las tres pirámides representan los tres poderes del estado mientras que la esfera central representa la ciudadanía española.

El pueblo español, según el artículo primero de la Constitución de 1978, es el sujeto de la soberanía nacional, del que emanan los poderes del Estado. Son los representantes del pueblo español, elegidos democráticamente, los depositarios de esa soberanía en las Cortes Generales: el Congreso de los Diputados y el Senado.
La formulación de los conceptos del constitucionalismo clásico, que desde la Revolución francesa (Qué es el Tercer Estado de Sieyès) alternaba en ubicar la soberanía, una vez extraída de Dios, en la nación (soberanía nacional, más moderada) o el pueblo (soberanía popular, más radical); quedan pues en la Constitución española resueltos de tal manera: la soberanía es permanentemente nacional, y reside coyunturalmente en el pueblo (por ejemplo, el censo electoral a 14 de marzo de 2004) que la deposita interinamente en las Cortes Generales.
Durante el proceso constituyente, distintos representantes políticos consideraron el artículo 1.2 de la Constitución contradictorio en tanto que consideraban que se refería simultáneamente a los conceptos político-jurídicos de soberanía nacional y soberanía popular. Miguel Herrero y Rodríguez de Miñón defendió, durante el debate constituyente en 1978, la idoneidad de incluir el adjetivo nacional para recalcar la indivisibilidad o la partición de la misma, alejándola del sentido clásico del término. En este último sentido, algunos propusieron su sustitución por soberanía estatal.

## El pueblo español y los pueblos de España

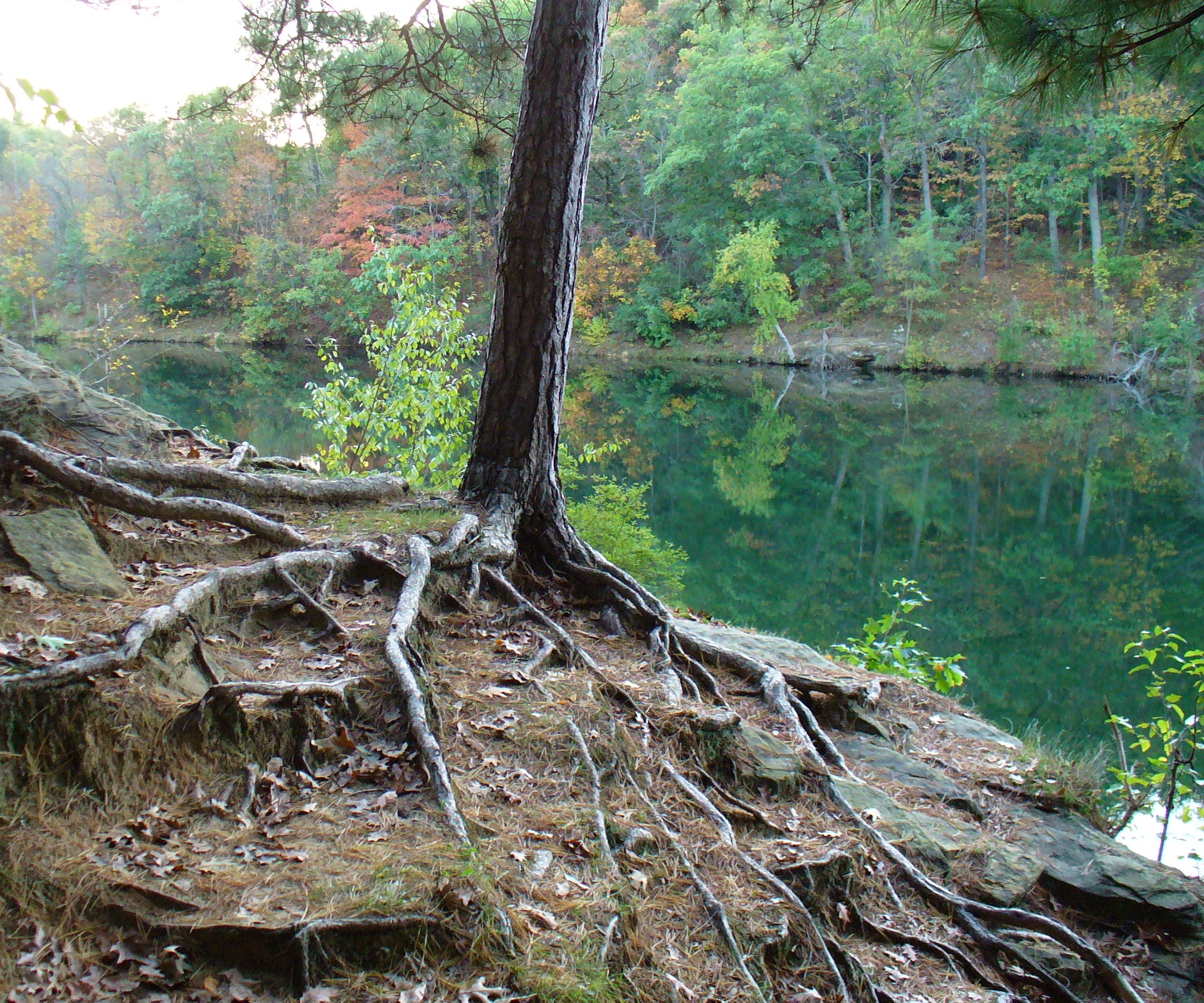
La imagen del tronco de un árbol se usa en la retórica romántica y nacionalista como la metáfora del pueblo, simbolizando al presente visible de la nación, cuyo pasado (religión, lengua, cultura) hunde sus raíces y cuyo futuro se proyecta en las hojas y frutos.

En la misma Constitución, desde su Preámbulo, se habla de la existencia simultánea de los pueblos de España, como entidades protegidas por la Nación Española «en el ejercicio de los derechos humanos, sus culturas y tradiciones, lenguas e instituciones». La ambigüedad que trae la coexistencia de ambos términos se continúa con la pareja de conceptos nación y nacionalidad. El mismo preámbulo pone en relación con el pueblo español con todos los pueblos de la Tierra en términos de paz y cooperación.
Otro ejemplo de la mención a los pueblos de España en la Constitución de 1978 se encuentra en su artículo 46, que prescribe la protección del patromonio histórico, artístico y cultural de España.

Los poderes públicos garantizarán la conservación y promoverán el enriquecimiento del patrimonio histórico, cultural y artístico de los pueblos de España y de los bienes que lo integran, cualquiera que sea su régimen jurídico y su titularidad. La ley penal sancionará los atentados contra este patrimonio.

En la sinopsis de su contenido, que publican los Letrados de las Cortes Generales, desarrollan en parte el su encaje.

Además, la referencia al patrimonio histórico, cultural y artístico de los pueblos de España debe entenderse en el contexto del Preámbulo de la Constitución, que proclama la voluntad de la Nación española de proteger a todos los españoles y los pueblos de España en el ejercicio de los derechos humanos, sus culturas, y tradiciones, lenguas e instituciones. Por ello, la Constitución tiene en cuenta la diversidad cultural de España, noción en la cual confluyen, una vez más a lo largo del texto constitucional, los conceptos de unidad y diversidad. La Constitución refleja así la existencia real de una cultura española global, pero también la existencia de otros focos culturales con lengua, tradiciones y manifestaciones artísticas propias. Esta complejidad estará presente en la regulación de esta materia sobre la que, al igual que en otras materias recogidas en la Constitución, son varias las Administraciones Públicas que ejercen competencias.